# Badminton-Weltmeisterschaft der Gehörlosen
Badminton-Weltmeisterschaften der Gehörlosen werden seit 2003 im Intervall von vier Jahren ausgetragen.

## Austragungsorte
- 2003: Sofia, 20. bis 28. Oktober 2003
- 2007: Mülheim an der Ruhr, 28. September bis 6. Oktober 2007
- 2011: Bucheon, 29. Oktober bis 5. November 2011
- 2015: Sofia, 18. bis 25. Juli 2015
- 2019: Taipeh, 11. bis 22. Juli 2019
- 2023: Pará de Minas, 19. bis 24. Juli 2023

## Die Sieger
| Jahr | Herreneinzel       | Dameneinzel          | Herrendoppel                            | Damendoppel                        | Mixed                                 |
| ---- | ------------------ | -------------------- | --------------------------------------- | ---------------------------------- | ------------------------------------- |
| 2003 | Rajeev Bagga       | Jeong Seon-hwa       | Sin Hyun-woo Woo Ji-soo                 | Jeong Seon-hwa Bak Eun-jeong       | Tomas Dovydaitis Kristina Dovidaitytė |
| 2007 | Rajeev Bagga       | Kristina Dovidaitytė | Teh Cheang Hock Yeo Kok Fang            | Mika Hiwatari Mio Inoue            | Artemy Karpov Alena Pavlova           |
| 2011 | Artemy Karpov      | Fan Jung-yu          | Choi Jin-woo Woo Ji-soo                 | Mika Hiwatari Mio Inoue            | Tomas Dovydaitis Kristina Dovidaitytė |
| 2015 | Artemy Karpov      | Shen Yan-ru          | Mikhail Efremov Shokhzod Gulomzoda      | Gergana Baramova Silviya Bozeva    | Shokhzod Gulomzoda Olga Shtayger      |
| 2019 | Shokhzod Gulomzoda | Shen Yan-ru          | Mikhail Efremov Artemy Karpov           | Fan Jung-yu Shen Yan-ru            | Shokhzod Gulomzoda Elena Tiurina      |
| 2023 | Seo Myeong-soo     | Park Min-kyeong      | Siriwat Mattayanumat Ittikorn Punyangam | Jerlin Jayaratchagan Aaditya Yadav | Seo Myeong-soo Park Min-kyeong        |